# Folketællingen i USA 2000
Den Toogtyvende Folketælling i USA, kendt som Folketælling 2000 ((engelsk): Census 2000), og udført af USA's folketællingsbureau, bestemte indbyggertallet i USA den 1. april 2000 til at være 281.421.906, en forøgelse på 13,2% over de 248.709.873 personer optalt under folketælling i USA, 1990. Dette var den 22. føderale optælling, og den største enkeltstående civile administrative præstation i fredstid i USA's historie.
USA's indbyggertal omfatter mennesker i de 50 stater samt District of Columbia. Bureauet optalte også beboere på territoriet Puerto Rico; folketallet her var 3.808.610, en 8,1% stigning i forhold til tallet fra et årti tidligere.